# Black Narcissus (miniserie)
Black Narcissus es una miniserie de drama, basada en la novela de 1939 del mismo nombre de Rumer Godden, que se estrenó el 23 de noviembre de 2020 en FX. La miniserie también marcó una de las últimas actuaciones de Diana Rigg quien falleció en septiembre de 2020.

## Sinopsis
Una monja enviada a establecer una rama de su orden con sus hermanas en el Himalaya, lucha por templar sus atracciones hacia un veterano de la Primera Guerra Mundial el cual ella conoce.

## Elenco
- Gemma Arterton como la Hermana Clodagh
- Alessandro Nivola como el Sr. Dean
- Aisling Franciosi como la Hermana Ruth
- Diana Rigg como la Madre Dorothea
- Jim Broadbent como el Padre Roberts
- Gina McKee como la Hermana Adela
- Rosie Cavaliero como la Hermana Briony
- Patsy Ferran como la Hermana Blanche
- Karen Bryson como la Hermana Philippa
- Nila Aalia como Angu Ayah
- Charlie Maher como Con
- Dipika Kunwar como Kanchi
- Chaneil Kular como Dilip Rai
- Gianni Gonsalves como la Princesa Srimati
- Soumil Malla como Joseph Anthony
- Kulvinder Ghir como el General Toda Rai

## Episodios
| N.º | Título          | Dirigido por                | Escrito por | Fecha de emisión original | Audiencia (millones) |
| --- | --------------- | --------------------------- | ----------- | ------------------------- | -------------------- |
| 1 | «Episode One»   | Charlotte Bruus Christensen | Amanda Coe  | 23 de noviembre de 2020   | 0,445                |
| En 1914, la princesa Srimati se suicida saltando desde el campanario del remoto Palacio de Mopu, en el Himalaya. En 1934, la hermana Clodagh lleva al Palacio de Mopu a varias monjas británicas escogidas de su orden en Darjeeling para establecer una escuela misionera. Mientras establece la misión, la hermana Clodagh trabaja con el ama de llaves Angu Ayah y el agente del General, el Sr. Dean, cuyo escepticismo religioso choca con su fe cristiana. Las tensiones surgen cuando la hermana Ruth se resiente al ser reasignada de la costura a la enseñanza de los niños. Ruth también descubre los antiguos aposentos de la difunta Srimati y es perseguida por su presencia fantasmal. En contra del consejo del decano, las monjas atienden las heridas de un aldeano local, herido por un cuchillo. |                 |                             |             |                           |                      |
| 2 | «Episode Two»   | Charlotte Bruus Christensen | Amanda Coe  | 23 de noviembre de 2020   | 0,333                |
| A pesar de sus recelos, la hermana Clodagh inscribe al hijo adolescente del general Toda Rai, Dilip Rai, como alumno de la escuela. Rai entabla una relación romántica con una estudiante dalit llamada Kanchi. Tras un desacuerdo sobre el cultivo de flores en invierno, la hermana Philippa abandona la escuela de la misión. Las monjas también dan aceite de hígado de bacalao al hijo moribundo de un aldeano local. Los sentimientos llegan a un punto crítico entre la hermana Clodagh, la hermana Ruth y el señor Dean en la celebración de Navidad. La hermana Ruth siente algo por el señor Dean y se pone celosa de la hermana Clodagh, que pretende enviarla de vuelta a Darjeeling. |                 |                             |             |                           |                      |
| 3 | «Episode Three» | Charlotte Bruus Christensen | Amanda Coe  | 23 de noviembre de 2020   | 0,310                |
| Tras rescatar al padre Roberts de una tormenta de nieve, la hermana Ruth consigue ganarse el favor del sacerdote. La hermana Clodagh intenta recuperar el control de la situación imponiendo un orden estricto, lo que hace que la hermana Adela cuestione su liderazgo. Tras enterarse de que Dilip Rai confraterniza con Kanchi, el general Rai exige su expulsión. A petición de las hermanas, se conforma con que Kanchi sea golpeada con una vara. Después de que el bebé al que las monjas dieron aceite de hígado de bacalao muere, los aldeanos llegan a desconfiar de las monjas y abandonan la escuela de la misión. Cuando las tensiones alcanzan su punto álgido, Ruth renuncia a su juramento y huye de la escuela misionera. Después de que el decano la rechace, Ruth ataca a Clodagh en el campanario, pero cae al vacío. Las monjas abandonan la misión. Tras el entierro de Ruth, Clodagh revela su verdadero nombre a Dean, por quien siente algo. |                 |                             |             |                           |                      |

1. ↑  Datos de su emisión original en Estados Unidos.

## Producción
El rodaje de la miniserie basada en la novela de 1939 de Rumer Godden comenzó en octubre de 2019, siendo una coproducción entre BBC y FX. Alessandro Nivola y Gemma Arterton protagonizan la miniserie, con Amanda Coe escribiendo el guion y Charlotte Bruus Christensen dirigiendo los tres episodios. El rodaje tendrá lugar en Jomsom, Nepal, y en Pinewood Studios. La miniserie se estrenará el 23 de noviembre de 2020 en FX.

## Recepción
En Rotten Tomatoes la miniserie tiene un índice de aprobación del 56%, basado en 18 reseñas, con una calificación promedio de 5.69/10. El consenso crítico del sitio dice, «Black Narcissus no escapa a la sombra de su antecesor cinematográfico, pero esta miniserie mantiene suficientemente la fe con excelentes actuaciones y esplendor visual». En Metacritic, tiene un puntaje promedio ponderado de 67 sobre 100, basada en 12 reseñas, lo que indica «críticas generalmente favorables».